# Märet Jonsdotter
Märet Jonsdotter (Mora, 1644-1672) también conocida como "La mayor Märet" para diferenciarla de su hermana “La pequeña Maret" fue una mujer sueca acusada de brujería. Es una de las víctimas más famosas de los juicios por brujería de 1668-1676. Su juicio marca la partida del Det stora oväsendet, una caza de brujas que se cobró 280 víctimas en ocho años.

## Antecedentes y acusación
En el otoño de 1667, Mats Nilsson, un pastor de Älvdalen (en el condado de Dalarna, una provincia histórica de Suecia) informó haber visto a una niña conduciendo un rebaño de cabras hacia la orilla occidental del río Dalälven caminando sobre el agua. El niño conocía a esta niña de doce años, Gertrud Svendsdotter, ya que cuidaban las ovejas juntos y en una pelea Gertrud lo golpeó.
Interrogada por el sacerdote Lars Elvius, Gertrud Svensdotter confesó que había caminado sobre el agua gracias a la magia conseguida a través del Diablo. Tras largas discusiones con el vicario, Gertrud afirmó que cuando vivía con sus padres en Lillhärdal, uno de las criadas del pueblo, que se llamaba Märet Jonsdotter, la llevó a ver al diablo.
En la larga y detallada confesión al sacerdote, la niña contó que en 1663, cuando tenía ocho años, Jonsdotter la llevó a pasear. Pasaron por un arenal hasta llegar a una encrucijada de caminos, donde Märet Jonsdotter gritó: “¡Oh, diablo, ven aquí!". Según la niña, Satanás apareció disfrazado de vicario. Cenaron con él y al día siguiente Jonsdotter untó su cuerpo y el de una de las vacas de su padre con aceite rojo, tras lo cual volaron por la chimenea hacia el reino de Satán.
Gertrud Svendsdotter dijo que después de esta reunión visitó Blockula, una isla legendaria que albergaba los aquelarres. Habría llevado a otros niños hasta allí, ordeñado ganado en compañía de espíritus familiares y caminado sobre el agua tras untarse los pies con aceite. Su confesión habría estado motivada por su encuentro con un ángel en Blockula, un hombre vestido de blanco que le habría ordenado confesar todo, so pena de ver una epidemia de hambruna asolar el reino.
La confesión de Gertrud se produjo después de que un pastor de quince años, Erik Eriksson, hubiera informado que había tenido una visión en el bosque. Se habría elevado en el aire y habría visto a Gertrud Svendsdotter en la isla de Blockula, rodeada de los niños que había llevado allí, incluida su hermana pequeña. Un ángel y un demonio comparaban el número de personas presentes en sus reinos y comentaban que Gertrud Svendsdotter había llevado a muchos al reino del diablo. A pesar de que el pastor hizo este testimonio solo una vez, el sacerdote que reveló el asunto lo consideró suficiente por sí solo.
La confesión de Gertrud Svendsdotter fue el punto de partida de los juicios de brujas de Mora y de los juicios de brujas en Suecia del siglo XVII del que Märet Jonsdotter fue la primera acusada. Estos juicios y la caza de brujas que siguieron fueron los primeros. Gertrud Svendsdotter acusó a otras siete personas y los juicios comenzaron en septiembre de 1668.

## El juicio
Märet Jonsdotter compareció ante el tribunal para responder a las acusaciones. La instaron a confesar y nombrar a sus cómplices, pero ella lo negó todo. Después se llamó a los testigos a declarar.
Sven Hwass, padre de la acusadora, fue uno de los testigos. Afirmó que Märet Jonsdotter lo había enfermado y agotado al usarlo como montura durante sus visitas a Blåkulla. Lo cierto es que Märet Jonsdotter, que había sido sirvienta en su granja, fue la nodriza de Gertrud Svendsdotter tras la muerte de su madre. Sven Hwass quería casarse con ella pero desistió tras ser atacado por uno de los pretendientes de la joven durante un viaje a Dalecarlia. La joven tuvo que abandonar la casa y la niña fue enviada a vivir con su tía abuela.
Märet Jonsdotter tenía una marca en el dedo meñique de su mano izquierda que se consideraba que era una marca del diablo. Solo confesó prácticas folclóricas inofensivas. Ella habló, por ejemplo que cuando una vaca estuvo enferma, le dio sal que mezcló en su mano mirando al sol, tras recitar la frase "Jesús nuestro Señor pasó por los montes, y sanó los golpes, los golpes del destino y los truenos, todo lo que caía entre el cielo y la tierra." (Con "golpe" se refería a la enfermedad).
A continuación declararon Gertrud Svendsdotter y otra muchacha, Anna Olofsdotter, que había identificado a Märet Jonsdotter. Le dijeron a esta que se habían confesado al tomar conciencia de sus pecados, invitándola a hacer lo mismo. Ella desafió su testimonio preguntándole por sus recuerdos de la isla. Märet Jonsdotter le pidió a Gertrud Svendsdotter que se fuera, afirmando que no quería volver a verla.
Después fueron llamados a declarar sus hermanos: su hermana pequeña, Oluf de catorce años y Joen de diez. La pequeña Märet contó que su hermana la había llevado a la isla sentada boca abajo sobre el lomo de una vaca y que su nombre estaba escrito en el libro del diablo con la sangre del dedo meñique de su mano izquierda; que su hermana había tenido relaciones sexuales con el diablo así como ella a sus nueve años y que las dos hermanas ordeñaban las vacas con sus mascotas y luego llevaban a los animales como sacrificios en cada celebración de Navidad y Pascua. Los dos pequeños declararon casi la misma versión de la historia, con la diferencia de que señalaron a su padre como el instigador del viaje a la isla y que su hermana nunca iba a confesar nada.
Tras el testimonio de sus hermanos, Märet Jonsdotter declaró que habían renunciado a Dios e iban por un camino oscuro. Los niños le rogaron que confesara para salvar su alma así como la de su madre, que era la única inocente. Ella siguió negándolo todo, diciéndoles que no sabían lo que hacían y pidiendo a Dios que los perdonara.
Los hermanos y la hermana de Märet Jonsdotter continuaron su confesión acusando a otras personas, como Karin i Äggen, conocida como la viuda Karin, Karin Biörsdotter, Oluf Biörsson, Brita Jonsdotter, Per Nils Anna y Märet Persdotter. En total fueron acusadas diez personas.

### La islaBlockula

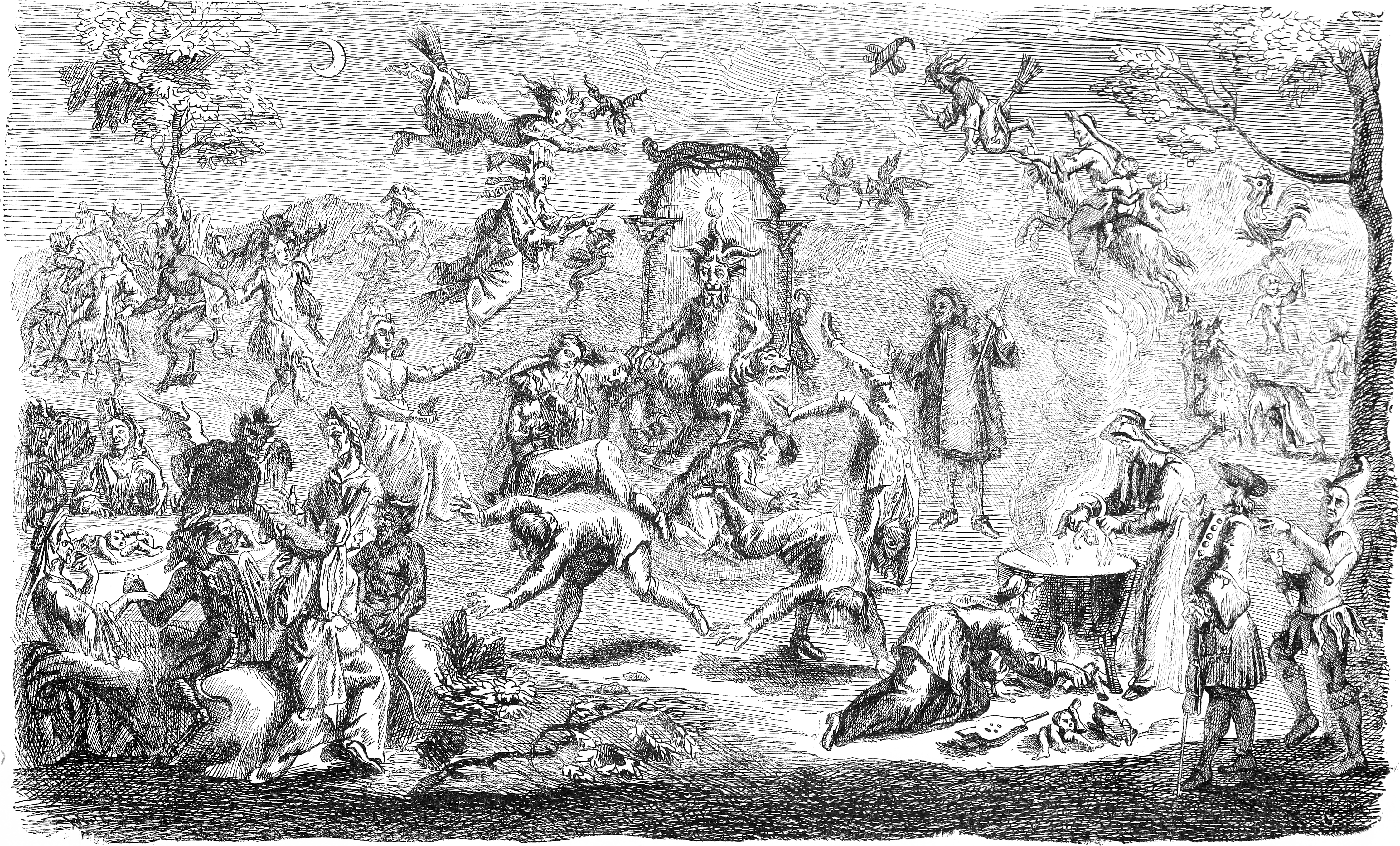
Una interpretación del sábado de las brujas, de Bartholomeus Spranger (1546-1611). El Diablo se sienta en el centro, rodeado de discípulos que bailan.

La historia del viaje de los niños a Blockula se difundió rápidamente por toda Suecia. Pronto otros niños empezaron a hablar sobre la isla y a inventar historias. Sus confesiones, bastante parecidas a las hechas por los niños durante el juicio, rápidamente se convirtieron en un lugar común para los juicios que siguieron, entre 1668 y 1676.

### Veredicto
El 11 de abril de 1669, Märet Jonsdotter y la viuda Karin fueron declaradas culpables a pesar de sus protestas. Sin embargo, la ley sueca prohibía la ejecución de una persona que no hubiera admitido su delito, ya fuera  declarada culpable o no. Como las dos mujeres no se declaraban culpables y seguían proclamando su inocencia, el tribunal se enfrentó a un dilema. La tortura no era aplicable a su caso, pero como las dos mujeres ignoraban la ley, el tribunal decidió resolverlo obligándolas a confesar sus crímenes. Los sacerdotes intentaron convencerlas utilizando argumentos religiosos, diciéndoles que serían ejecutadas tanto si confesaban como si no. Pero que en caso de confesión, recibirían eucaristía y por tanto irían al Paraíso.
Al llegar al lugar de ejecución, Märet Jonsdotter y Karin i Äggen tuvieron la opción de confesarse y comulgar o negarlo todo. Ambas mujeres optaron por renunciar a la comunión y seguir negando los cargos, por lo que fueron devueltas a prisión. Gertrud Svensdotter y la hermana y los hermanos de Märet Jonsdotter fueron azotados y liberados, mientras que el resto de los acusados fueron absueltos. Sin embargo, la histeria colectiva fue difícil de detener y rápidamente se llevaron a cabo otros juicios. El 19 de mayo de 1669, 23 personas fueron juzgadas por el secuestro de niños como ofrenda a Satán, y siete mujeres y un hombre fueron ejecutados.
Märet Jonsdotter permaneció en prisión, siendo presionada por los sacerdotes que querían convencerla de confesar. Durante sus cuatro años de cárcel, Jonsdotter continuó proclamando su inocencia y se negó a confesar. Sin embargo, el 16 de abril de 1672, a pesar de no haber confesado,  fue declarada culpable de brujería por Svea Hovrätt, basándose en un testimonio contundente y la marca del diablo en su dedo. Fue condenada a ser decapitada y quemada. El tribunal declaró que su simple negación no podía permitirle escapar de su sentencia. Ese mismo año, el tribunal se había encontrado con acusados que, sabiendo que podían escapar de la muerte si no confesaban, habían evitado la condena, como en el juicio de Ovanåker en 1672, donde solo una persona fue condenada a muerte de los ocho acusados. La confesión se hizo opcional en el caso de juicios por brujería a partir de 1674.
Jonsdotter fue juzgada junto con otras treinta y cuatro personas, incluida su hermana menor, Kerstin Halvarsdotter, Påls Märet y Gertrud Olofsdotter. Todas fueron condenadas a muerte, pero solo Märet Jonsdotter y Pål Märet fueron ejecutadas sin haber confesado. Kerstin Halvarsdotter, que estaba embarazada, y Karin i Äggen, que fue absuelta, se libraron. La ejecución tuvo lugar poco antes del 25 de septiembre de 1672.

## Juicios posteriores
El juicio de Märet Jonsdotter fue el punto de partida de una ola de caza de brujas. Las historias se difundieron por las parroquias y cobraron impulso cuando los sacerdotes anunciaban los veredictos durante la misa como advertencias a los fieles. En marzo de 1669, el proceso de Märet Jonsdotter generó una histeria colectiva que desembocó en el proceso de Mora, uno de los procesos de brujería más famosos ya que fue uno de los más difundidos. Fueron juzgadas sesenta personas y de ellas, trece mujeres y un hombre fueron ejecutados por decapitación ese mismo año. En el resto de Europa, las brujas de Mora fueron representadas como si hubieran sido condenadas a la hoguera, ya que estas ilustraciones habían sido hechas en Alemania, donde las brujas eran quemadas vivas. Sin embargo en Suecia se decapitaba a los reos antes de quemar los cuerpos. En 1670, la “Oración de brujas” se leyó en las iglesias y en 1671 cincuenta y seis personas fueron acusadas de secuestrar niños para ofrendar a Satán y de brujería en Lillhärdal. Tres de los acusados confesaron y fueron ejecutados.
La ola de histeria continuó hasta la ejecución de Malin Matsdotter en Estocolmo en 1676. En 1677, para evitar nuevos juicios, el gobierno ordenó a los sacerdotes que declararan en sus parroquias que todas las brujas habían sido expulsadas del país para siempre.